# Charbonnier-les-Mines
Charbonnier-les-Mines ist eine französische Gemeinde im Département Puy-de-Dôme in der Region Auvergne-Rhône-Alpes (vor 2016 Auvergne) mit 937 Einwohnern (Stand 1. Januar 2022). Die Gemeinde gehört zum Arrondissement Issoire und zum Kanton Brassac-les-Mines (bis 2015 Saint-Germain-Lembron). 

## Geographie
Charbonnier-les-Mines liegt etwa 60 Kilometer südsüdöstlich von Clermont-Ferrand am Alagnon. Umgeben wird Charbonnier-les-Mines von den Nachbargemeinden Saint-Germain-Lembron im Norden und Nordwesten, Beaulieu im Norden und Nordosten, Brassac-les-Mines im Osten und Nordosten, Sainte-Florine im Osten und Südosten, Moriat im Süden und Westen sowie Vichel im Westen und Nordwesten.
Durch die Gemeinde führt die Autoroute A75.

## Bevölkerungsentwicklung
| Jahr                       | 1962 | 1968 | 1975 | 1982 | 1990 | 1999 | 2006 | 2013 |
| Einwohner                  | 906  | 917  | 937  | 904  | 813  | 832  | 850  | 905  |
| Quellen: Cassini und INSEE |      |      |      |      |      |      |      |      |

## Sehenswürdigkeiten
- archäologische Fundstätte La Croix de la Pierre
- Kirche
- Kapelle Saint-Martin